# Convolvulus lineatus
La campanilla espigada (Convolvulus lineatus) es una especie botánica de la familia de las convolvuláceas

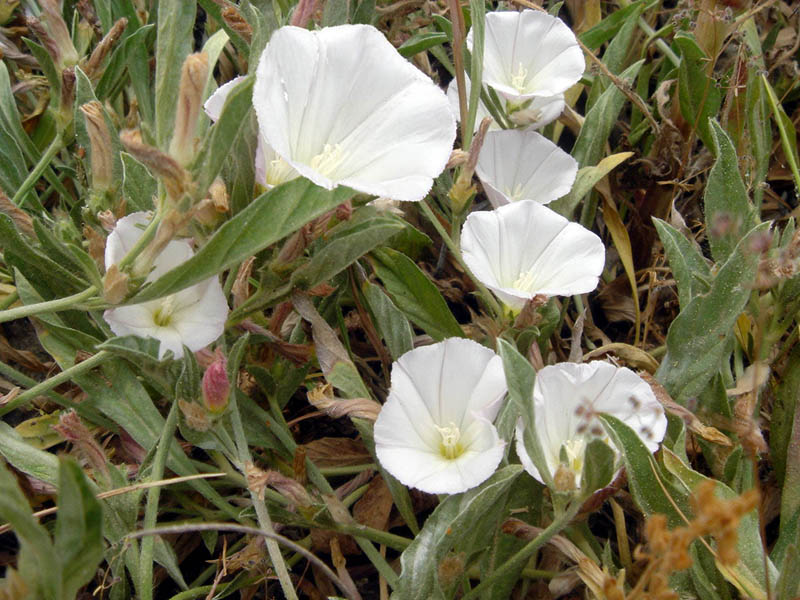
Detalle de las flores

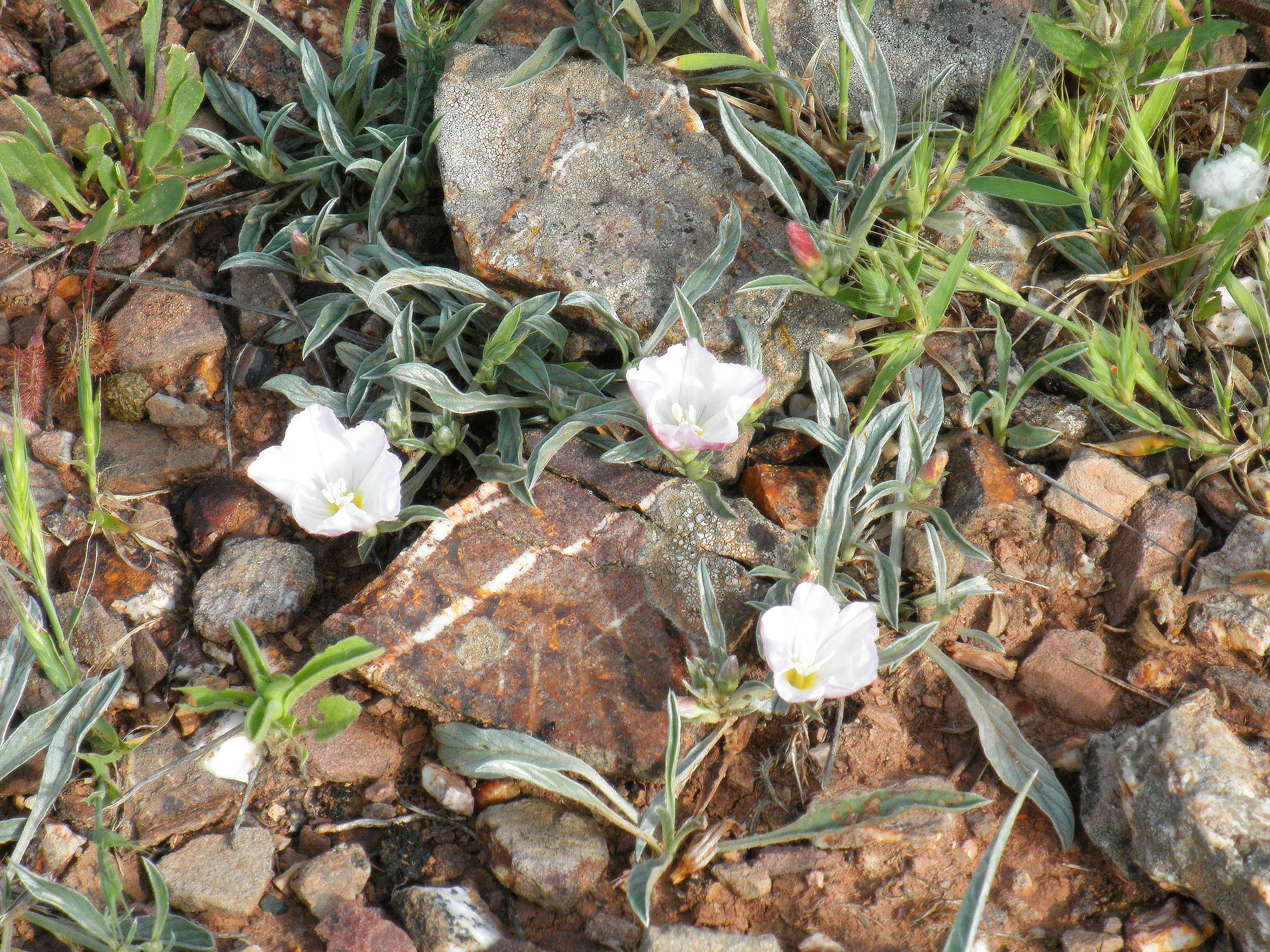
En su hábitat

## Descripción
Planta perenne, de 3-25 cm de altura, densamente cubierta de pubescencia sedosa, plateada-gris blanquecina, con rizoma corto, leñoso y varios tallos herbáceos, tendidos o ascendentes. Hojas alternas, apretadas, lineares, hasta elípticas las inferiores con la base ensanchada por una membrana, de hasta unos 8 cm de largo. Flores solitarias o en grupos, terminales y axilares, cortamente pedunculadas. Como en todas las convolvuláceas con 2 brácteas diminutas en el pedúnculo. Cáliz de unos 6 mm de largo, de pubescencia sedosa, con 5 lacinias triangulares puntiagudas. Corola radiada, de 12-25 mm de largo y unos 2-3 cm de ancho, rosa, por el exterior con 5 líneas de pubescencia sedosa. Como en todas las convolvuláceas con 5 estambres, ovario súpero, estilo bífido, fruto en cápsula.

## Distribución y hábitat
Distribuida por el Mediterráneo y Europa meridional, en el Mediterráneo oriental escasea. Habita en pendientes secas, sobre cal y lava.

## Taxonomía
Convolvulus lanuginosus fue descrito por Carlos Linneo  y publicado en Systema Naturae, Editio Decima 2: 923. 1759.
Citología
Número de cromosomas de Convolvulus lineatus (Fam. Convolvulaceae) y táxones infraespecíficos:  2n=60
Etimología
Convolvulus: nombre genérico que procede del latín convolvere, que significa "enredar".
lineatus: epíteto latino que significa "linear".
Sinonimia
- Convolvulus spicifolius Desr.[6]
- Convolvulus besseri Spreng.
- Convolvulus gerardi Roem. & Schult.
- Convolvulus intermedius Loisel.
- Convolvulus nitens K. Koch
- Convolvulus suendermannii Bornm.[7]

## Nombre común
- Castellano: campanilla, campanilla blanca, campanilla espiga, campanilla espigada (6), campanilla pelosa, campanillas, correhuela montesina, correyuela montesina, corriyuela, pelosilla, sinagüicas, sinagüicas de Nuestro Señor.[7]